# メディアガイド
メディアガイド (Mediaguide South Africa) は南アフリカ共和国で放送音楽チャートを作成・配信している会社。これは Entertainment Logistics Services (ELS) の下で Avusa group の一員となっている。メディアガイドは週間トップ10を提供し、ネットで一般公開している。トップ100は、会社のウェブサイトの購読会員に提供される。メディアガイドはラジオ局48局とテレビ局8局をモニターしている。